# Technomyrmex moerens
Technomyrmex moerens é uma espécie de formiga do gênero Technomyrmex.